# Enguerrand Quarton

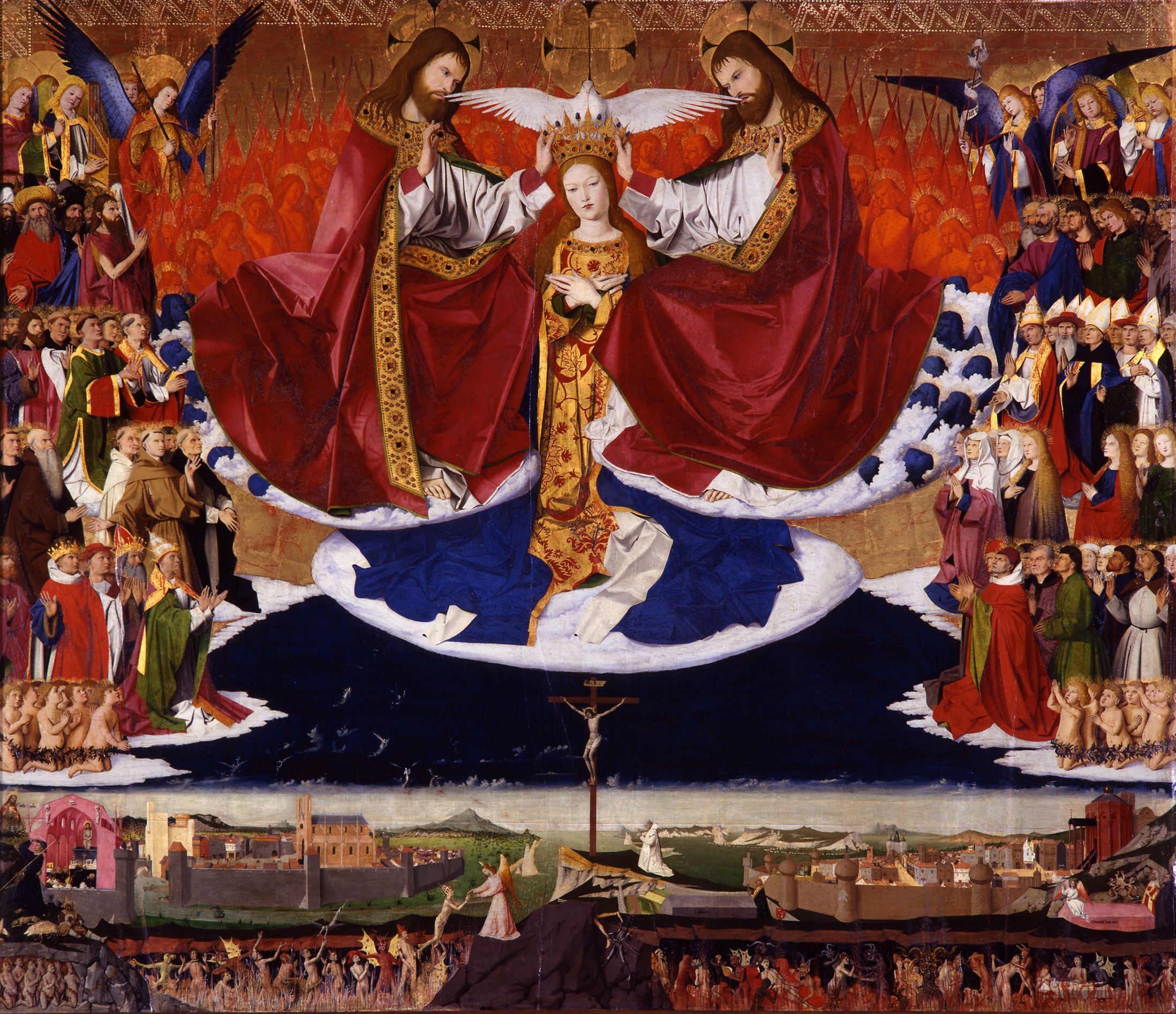
Marienkrönung, Musée du Petit Palais, Avignon (1454)

Enguerrand Quarton, auch genannt Enguerrand Charrenton (* um 1415 bei Laon; † 1466 in Avignon) war ein französischer Maler und Buchmaler des späten Mittelalters. Er gilt – neben Nicolas Froment – als Hauptvertreter der Schule von Avignon.

## Leben
Über das Leben und den Werdegang Enguerrand Quartons ist so gut wie nichts bekannt. Wegen stilistischer Bezüge seiner Malkunst zur Altniederländischen Malerei wird eine Ausbildung in Flandern angenommen. Um das Jahr 1444 ließ er sich in der Provence nieder; sein Name taucht zuerst in Aix, dann in Arles und schließlich in Avignon sowie in Villeneuve-lès-Avignon auf. In den Archiven beider Städte haben sich sechs Werkverträge aus den Jahren 1446 bis 1466 erhalten; die diesbezüglichen Bilder sind jedoch zumeist verschollen, nur die Marienkrönung von 1454 ist erhalten.

## Pietà von Villeneuve

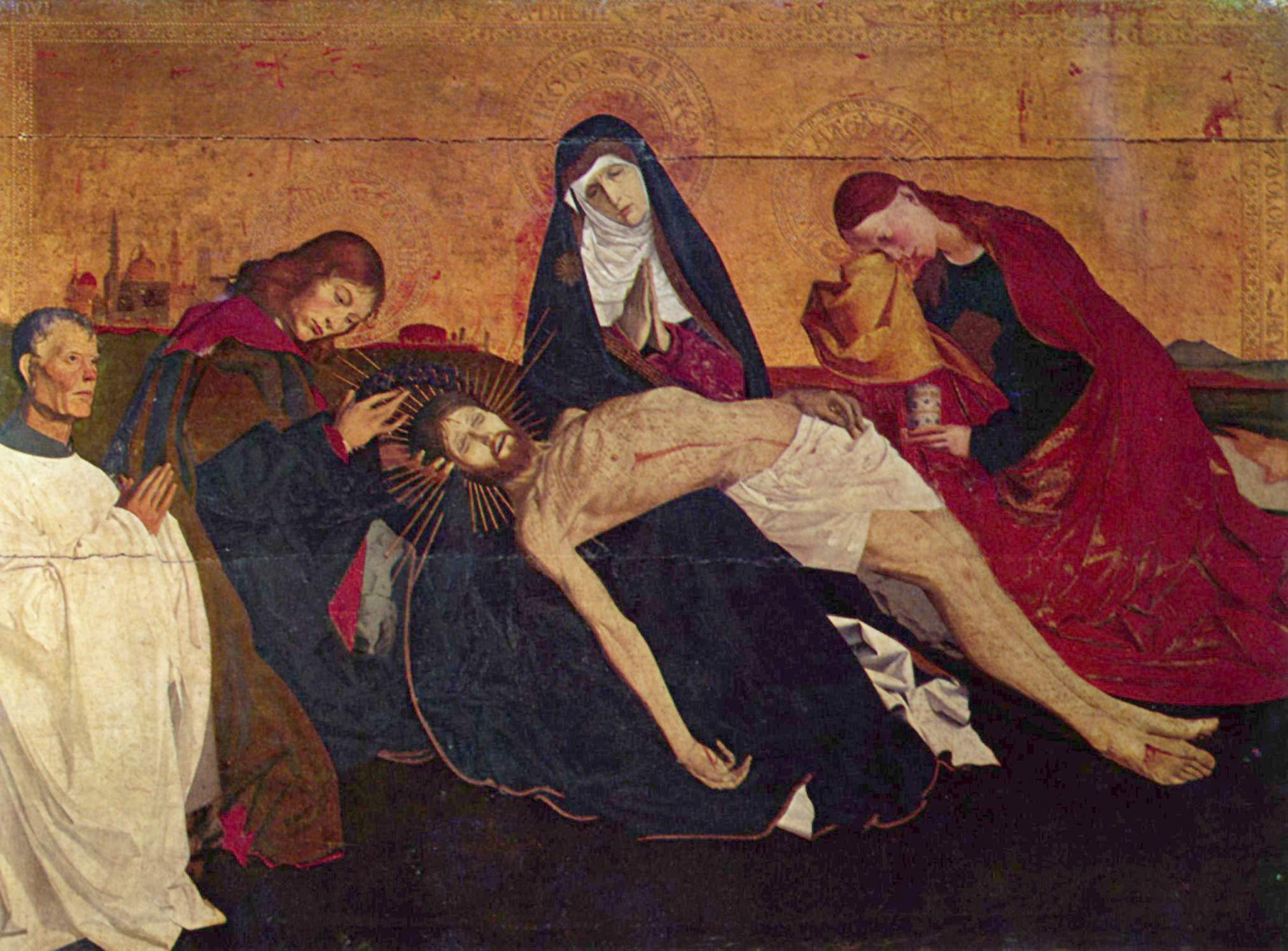
Pieta de Villeneuve, Louvre, Paris (um 1455)

In der Kunstgeschichtsschreibung wurde Enguerrand Quarton bis ins frühe 20. Jahrhundert als namentlich nicht bekannter spätmittelalterlicher Maler geführt, dem die Pietà von Villeneuve zugeschrieben wurde. Das auf Holz gemalte Tafelbild zeigt die Mutter Jesu bei der Trauer um den vom Kreuz abgenommenen Leichnam ihres Sohnes, der mit den Wundmalen und schlaff herabhängendem rechten Arm quer auf ihrem Schoß liegt. Sie ist in Begleitung des Jüngers Johannes und von Maria Magdalena. In der linken unteren Ecke des Bildes ist der in ein geistliches Gewand gekleidete unbekannte Stifter des Bildes dargestellt; über ihm befindet sich eine orientalisch anmutende Stadtansicht (wahrscheinlich ist Jerusalem gemeint) während ansonsten der Hintergrund in mittelalterlicher Tradition als Goldgrund gemalt ist. Wegen seiner psychologischen und physiologisch ausgereiften Malweise wird das Werk zu den bedeutendsten französischen Bildern des 15. Jahrhunderts gerechnet.
Prosper Mérimée hatte bei seiner Tätigkeit als Inspektor des neuen französischen Denkmalamtes die Pieta de Villeneuve im Jahr 1834 mehr oder weniger zufällig inmitten anderer Gemälde in der Dorfkirche von Villeneuve-lès-Avignon entdeckt und als Werk eines Malers der Schule von Avignon erkannt. Das Bild wurde im Jahr 1904 öffentlich in Paris ausgestellt und als das Bild eines anonymen Meisters vom Musée du Louvre in Paris angekauft. Es ist noch heute dort zu sehen und gilt als eines der bedeutendsten Werke in der Sammlung mittelalterlicher Malerei.

## Weitere Tafelbilder
- Schutzmantelmadonna der Familie Cadard (in Zusammenarbeit mit Pierre Vilatte, 1452), Musée Condé, Chantilly[3]
- Marienkrönung (1454), Musée Pierre du Luxembourg, Villeneuve-lès-Avignon[4]
- Requin-Retabel (1454/5), Avignon, Musée du Petit Palais, Inv. Nr. 22874

## Buchmalerei

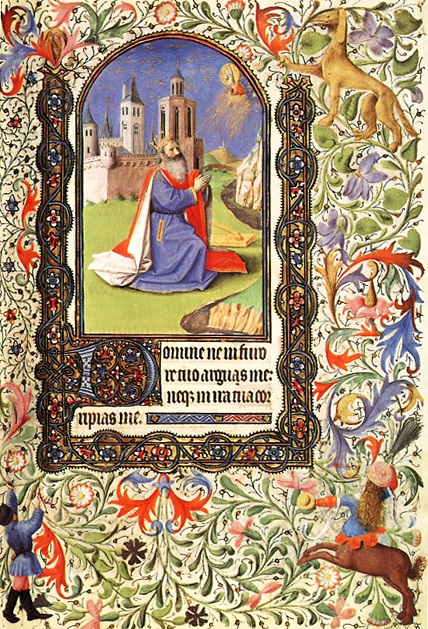
Miniatur aus dem Stundenbuch von Namur

Quarton, dessen Stil sich durch charakteristische Merkmale des Kolorits, der Formgebung  und der Ikonographie auszeichnet, sind von der Forschung auch eine Reihe von illuminierten Handschriften zugeschrieben worden. Als erster Wissenschaftler äußerte François Avril von der Bibliothèque nationale de France  im Jahre 1977 entsprechende Vermutungen. In einem Dokument von 1444 werden  Quarton und Barthélemy d’Eyck in Aix-en-Provence nachgewiesen, und aus dieser Zeit datiert ein unvollendetes Stundenbuch, das heute in der Pierpont Morgen Library aufbewahrt wird und an dem beide eng zusammengearbeitet haben. Die Miniaturen des Stundenbuchs sind wahrscheinlich von d’Eyck gezeichnet, ausgemalt wurden sie von Quarton, der auch einige Miniaturen des Stundenbuchs vollständig ausführte. Ein weiteres Stundenbuch ähnlicher Qualität wird in der Huntington Library in San Marino bei Los Angeles aufbewahrt.
Eine Missale von 1466 in der französischen Nationalbibliothek enthält zwei ganzseitige Illustrationen und eine Reihe illuminierter Initialen.  Das Boucicaut-Stundenbuch enthält ebenfalls zwei ganzseitige Miniaturen, die Quarenton zugeschrieben werden und die in den 1460er Jahren entstanden sind. Weiterhin werden ihm Miniaturen in dem Stundenbuch von Naumur zugeschrieben.